# Espécie pioneira
Espécie pioneira ou oportunista é designação dada em Ecologia às espécies resistentes aos factores abióticos do ambiente que iniciam a colonização de um biótopo como primeira etapa de uma sucessão ecológica. São em geral organismos fotossintéticos, já que são normalmente os organismos iniciais da cadeia trófica.

## Características
Em geral as espécies pioneiras têm uma grande valência ecológica, pois precisam de se adaptar a condições pouco favoráveis para a perpetuação de seres vivos. Devido a esta faculdade, são em geral espécies euriônicas (ou generalistas), muito tolerantes às variações das condições do ambiente, mas o número de indivíduos é em geral pouco elevado.

## Desenvolvimento das espécies pioneiras no ecossistema
Nas sucessões primárias, as espécies pioneiras começam por alargar a área física de ocupação, em geral recobrindo terreno completamente infértil, como superfície de rochas ou outras estruturas que fiquem disponíveis para colonização. Pelo contrário, nas sucessões secundárias, as espécies pioneiras começam a estender a sua ocupação para lugares que sofreram perturbação que levou a uma regressão do ecossistema (por exemplo um incêndio ou uma praga), mas que conserva o sopo bem desenvolvido com bom número de sementes pelo que em geral permitem sucessões mais curtas que as primárias.

## Exemplos de espécies pioneiras
- Cyanobacteria
- Ammophila (Poaceae)
- Algas verdes
- Zostera
- Bryophyta